# 空中救難

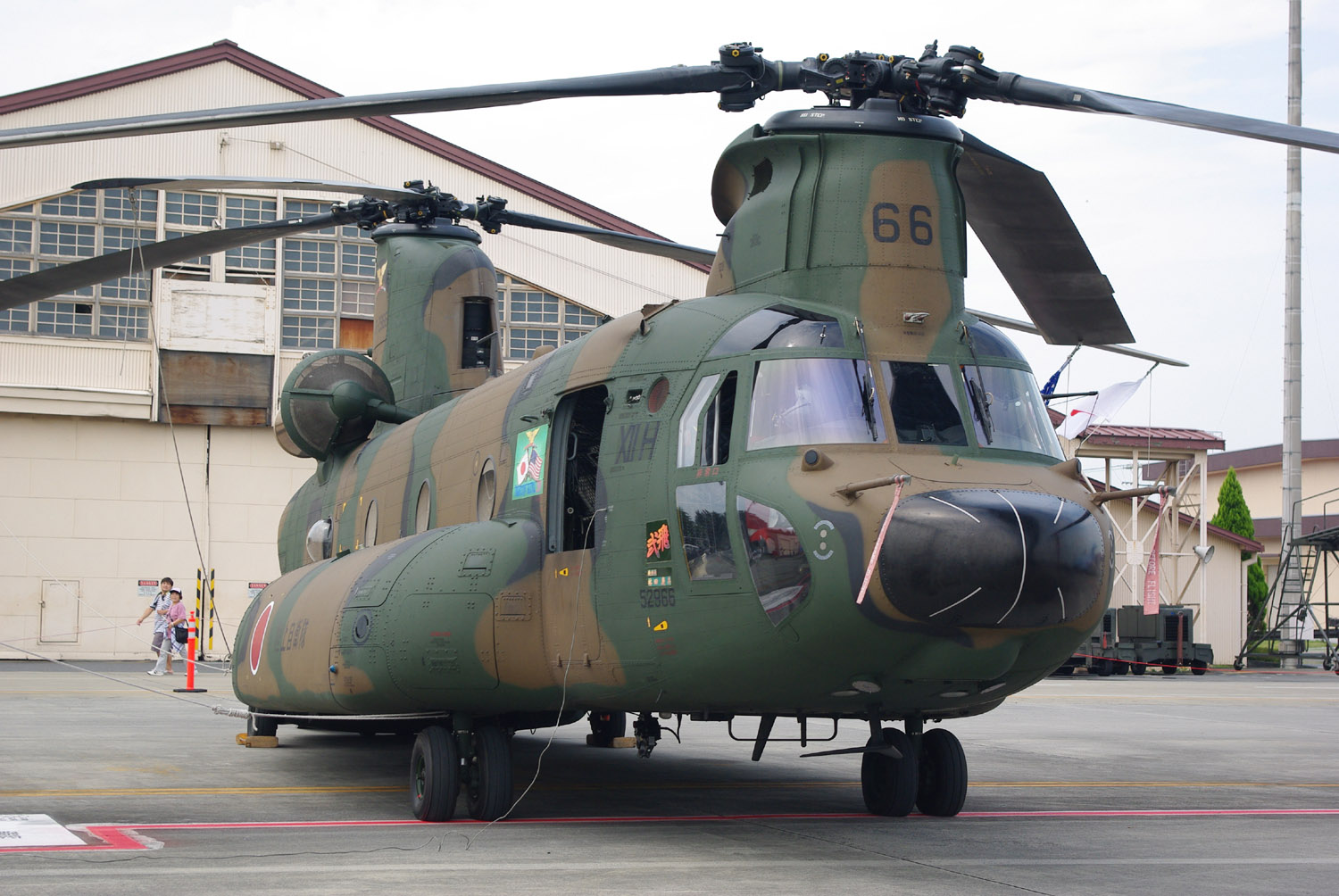
日本自衛隊的CH-47救難機

空中救難（英語：Air rescue/ Aeromedical service）是指使用航空器進行災難救助活動。
空中救難航空器通常搭載特殊設備，例如心電圖、心臟電擊、氧氣筒、吊掛器等。使用飛機救援有多種好處，能從交通不便的地點救出人員，並快速送往醫院。